# 충주 창동리 마애여래입상
충주 창동리 마애여래입상(忠州 倉洞里 磨崖如來立像)은 충청북도 충주시 중앙탑면 창동리에 있는, 고려시대의 마애불이다. 1980년 11월 13일 충청북도의 유형문화재 제76호로 지정되었다.

## 개요
이 불상은 자연 암벽 위에 얕은 선으로 새겨진 마애불로 연꽃무늬가 새겨진 대좌 위에 서 있다.
크고 길게 찢어진 눈꼬리, 큼직한 코와 귀 등에서 근엄한 인상을 풍긴다. 양 어깨에 걸친 옷에는 3가닥의 선으로 새긴 것과 더불어 구불구불한 선으로 새긴 특이한 형태의 옷주름이 표현되어 있다.
토속적인 분위기와 세련되지 못한 세부 표현, 하체 조각이 생략된 기법, 구불구불한 선 모양 등 충청도 지방에서 많이 보이는 독특한 지방 양식을 보여주는 작품이라고 할 수 있다.

## 사진

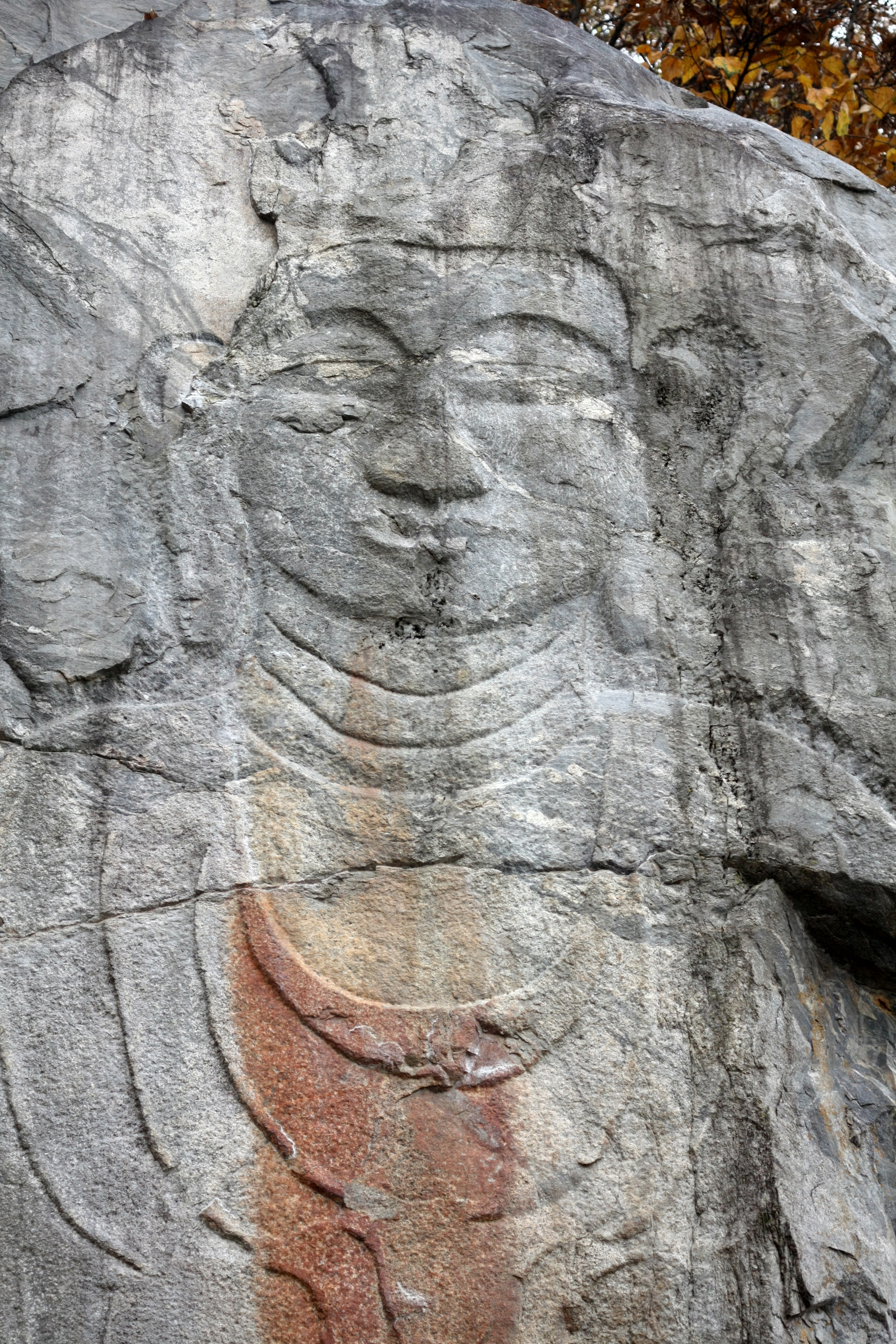

## 참고 자료
- 충주 창동리 마애여래상 - 국가유산청 국가유산포털